# Liste der Naturdenkmale in Hochstätten
Die Liste der Naturdenkmale in Hochstätten nennt die im Gemeindegebiet von Hochstätten ausgewiesenen Naturdenkmale (Stand 7. März 2024).

## Ehemalige Naturdenkmale
| Nr. | Bezeichnung | Lage                                          | Beschreibung                             | Bild                                    |
| --- | ----------- | --------------------------------------------- | ---------------------------------------- | --------------------------------------- |
|     | Eiche       | westlich des Ortes an der heutigen L 379 Lage | Quercus sp.; Rechtsverordnung aufgehoben | Direkt Bild zu diesem Denkmal hochladen |